# Sällskapet De 17

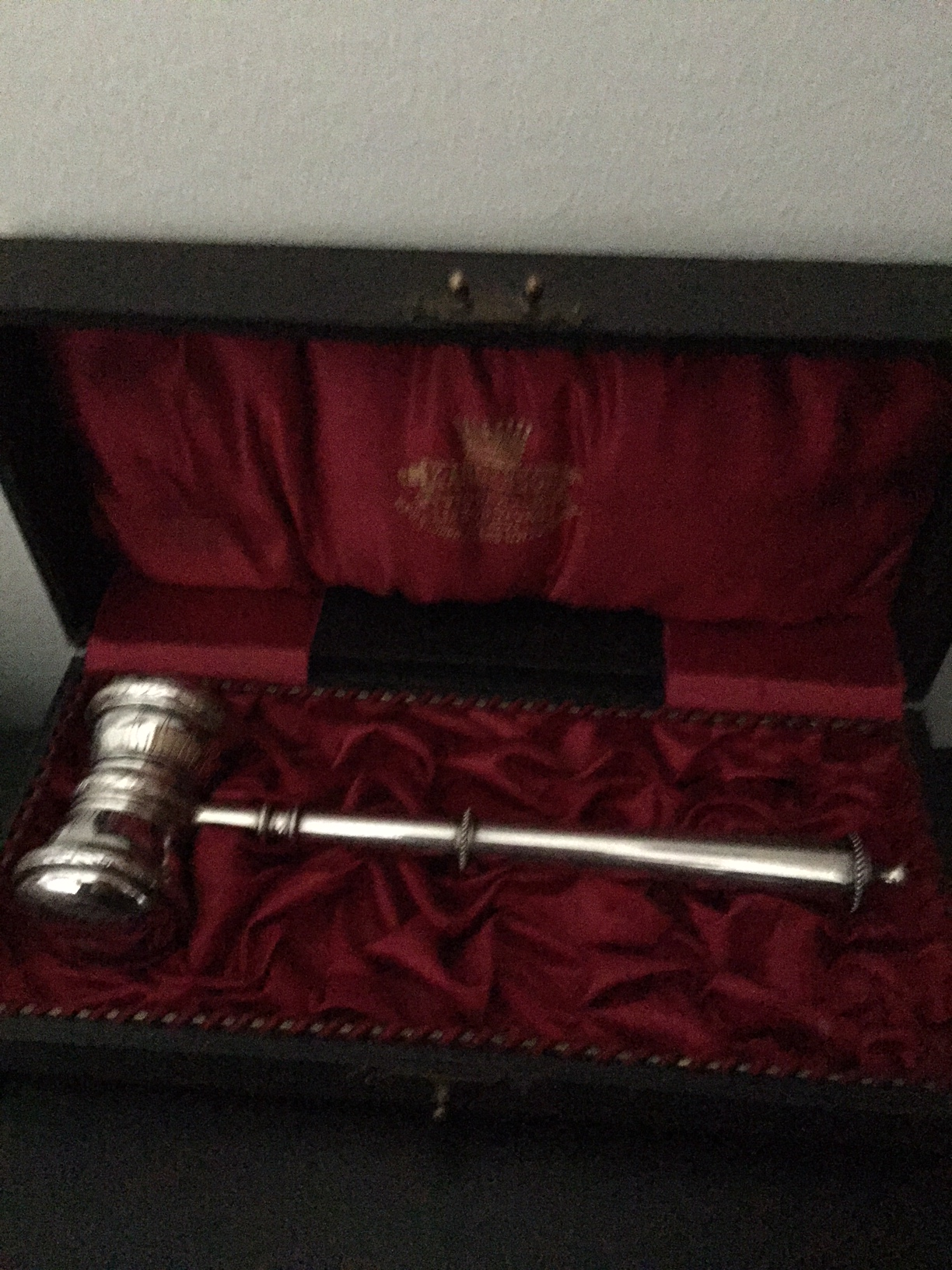
Ordförandeklubban från år 1900.

Sällskapet De 17 bildades den 7 februari 1887 på Stockholms gamla observatorium på Observatoriekullen vid Drottninggatan. 
Stiftarna tillhörde en krets av akademiker i Stockholm: Waldemar Brögger, Hugo Gyldén, Hans Hildebrand, Axel Key, Wilhelm Leche, Gösta Mittag-Leffler, Anders Lindstedt, Christer Lovén, Oscar Montelius, Gustaf Retzius, Frits Adam Smitt och Robert Tigerstedt samt matematikprofessorn Sonja Kovalevsky, som mot tidens normer blev invald i denna manliga krets. Redan efter ett par år var antalet bestämt till 17 ledamöter och utökat med Claes Theodor Odhner, Viktor Rydberg, Klas Bernhard Hasselberg och Peder Clason.
Sällskapets ändamål är att genom föredrag och samspråk orientera varandra om vars och ens forskning och under diskussion anlägga ett tvärvetenskapligt synsätt. (Stadgar 1887 §1). Sällskapets handlingar bevaras på Kungliga bibliotekets handskriftsavdelning.
50-årsjubileet uppmärksammades av dagstidningarna och dokumenterades i boken: Sammankomster och föredrag i Sällskapet De 17 under åren 1887–1937. Till jubileumsåret 2017 publicerades skriften: Sällskapet De 17 – En inblick i de första 130 åren. Där återges samtliga sammankomster och föredrag under åren 1887 till 2017. Ett särskilt avsnitt behandlar bildandet av Sällskapet De 17 och kopplingen till Stockholms högskola och Kungl. Vetenskapsakademien.
Sällskapet De 17 har ingen formell organisation, och dess enda egendom är en ordförandeklubba som förvaras av sällskapets sekreterare: Gösta Mittag-Leffler 1887–1891, Klas Bernhard Hasselberg 1891–1921, Otto Rosenberg 1921–1948, Percy Quensel 1948–1950, Bertil Lindblad 1950–1965, Erik Rudberg 1965–1980, Wilhelm Odelberg 1980–2001, Svante Lindqvist 2002–2012, Margareta Törngren 2012–2020, och Britt-Marie Sjöberg 2021-.